# گل پامچال (مجموعه تلویزیونی)
گل پامچال نام یک مجموعه تلویزیونی ایرانی به کارگردانی محمدعلی طالبی است که در سال ۱۳۶۸ تولید و در سال ۱۳۷۰ از شبکه یک پخش گردید. تصویربرداری این سریال از اواخر مرداد ۱۳۶۸ در کلاردشت شروع شد.

## داستان
داستان این سریال دربارهٔ زندگی دختری است به نام لیلا که پس از بمباران شدید محل زندگی‌اش در جنوب کشور و کشته شدن تمامی اهالی آن به پیرمردی پناه می‌برد و از او برای یافتن خواهرش که در شمال کشور زندگی می‌کنند کمک می‌گیرد…

## بازیگران
- فاطمه معتمدآریا
- داوود رشیدی
- ستاره جعفری
- کیومرث ملک‌مطیعی
- رضا بابک
- مریم حمیدی
- کیانوش گرامی
- تانیا جوهری
- محمود بصیری
- پروین سلیمانی
- مهری مهرنیا